# Логове
Ло́гове (рос. Логовое) — селище у складі Косіхинського району Алтайського краю, Росія. Входить до складу Баюновської сільської ради.
Стара назва — Лугове.

## Населення
Населення — 163 особи (2010; 202 у 2002).
Національний склад (станом на 2002 рік):
- росіяни — 81 %